# El Almarchal
El Almarchal es una aldea del municipio de Tarifa, en la provincia de Cádiz, España. Tiene 148 habitantes, y está ubicado al sur de la provincia, a unos kilómetros de la costa.
Dentro del núcleo urbano podemos encontrar las "escuelas" (bar y centro de reunión famoso por sus montaditos), el centro cultural, la tienda de Lola (ultramarinos), el Chalmalar (un cortijo precioso) y diferentes cortijos.
El entorno natural es idílico siendo paso de las migraciones ornitológicas en su paso por el Estrecho. Es en este punto en el que, contando con las ascendentes de presión que existen en la vertical de El Almarchal, las migraciones cogen altura antes de cruzar el Estrecho. Además, desde aquí parten varios senderos para disfrutar del entorno, su flora y fauna. 
El segundo sábado de agosto celebra su renombrado Festival Flamenco, parada obligatoria del verano para muchos. 

## Geografía
La pedanía de El Almarchal pertenece al municipio de Tarifa, en la comarca del Campo de Gibraltar. Está ubicada en una llanura usada como parque eólico, lo cual ha causado quejas de los vecinos por la cercanía de los molinos.
El núcleo urbano más cercano es la pedanía de La Zarzuela, que está a 2 kilómetros por un camino rural. La costa se encuentra a 6 kilómetros por carretera.
Cerca de la pedanía se encuentra el Arroyo del Acebuchal, que desemboca en el Río Cachón.

## Demografía
La población de El Almarchal ha descendido notablemente en los últimos años. En el censo de 2016, se registraron 176 habitantes.
| Gráfica de evolución de El Almarchal entre 2000 y 2018 |
|                                                        |
| Fuente: Instituto Nacional de Estadística              |